# Äventyr i pyjamas
Äventyr i pyjamas är en svensk komedifilm från 1935 i regi av Ragnar Widestedt. I huvudrollerna ses Anne-Marie Brunius, Nils Ohlin, Carl Barcklind och Ludde Gentzel.

## Handling
Dagny och Georg är kära i varandra, men Dagnys far Henry accepterar inte dotterns kavaljer och vägrar gå med på giftermål. Dagny och Georg kommer överens om att Georg skall "kompromettera" henne mitt i natten och få hennes far att upptäcka detta för att på så vis godkänna giftermål. Vad de inte vet är att han hört deras planer. Dessutom finns fel personer i fel rum när det väl blir dags för Georg att agera!

## Om filmen
Filmen hade premiär den 11 mars 1935 i Uppsala. Stockholmspremiär några dagar senare på biograf Röda Lyktan vid Sveavägen och på Sibyllan bakom Dramaten. Upphovsmännen var inte nöjda med filmen och angav bland annat stress under inspelningen som skäl. Äventyr i pyjamas har visats på TV4 1999 och 2000.

## Rollista
- Carl Barcklind – advokat Henry Anderberg
- Signe Wirff – Julia, hans hustru
- Anne-Marie Brunius – Dagny, deras dotter
- Nils Ohlin – Georg Edfeldt, notarie
- Ludde Gentzel – Pehrson, Georg Edfeldts trotjänare
- Olga Hellquist – Martha, hans hustru
- Carl-Gunnar Wingård – direktör John Brandström
- Inga-Bodil Vetterlund – hans dotter Signe
- Nils Leander – Carlo, sjöman
- Eivor Engelbrektsson – Anna, Anderbergs jungfru
- Otto Lingtons orkester – dansorkester